# Поль де Смет де Наєр
Поль Жозеф, граф де Смет де Наєр (13 травня 1843 , Гент  — 9 вересня 1913 , Брюссель ) — бельгійський католицький політичний діяч.
Народився у Генті, син бавовняного промисловця, сам був промисловцем і банкіром. У його власності було кілька вугільних копалень.
Репрезентував Гент у Палаті представників з 1886 до 1908 року, був членом Сенату з 1908 до 1913 року. Обіймав посади у різних кабінетах: міністра фінансів (1894–1896, 1899–1907). Очолював уряд у 1896–1899 та знову у 1899–1907 роках.